# Wasmasjien
Wasmasjien is een nummer van de Surinaams-Nederlandse feestband Trafassi. Het is afkomstig van het gelijknamige album uit 1985. In juni dat jaar werd het nummer op single uitgebracht.

## Achtergrond
Wasmasjien is geschreven door Edgar Burgos, Harold Biervliet, Ronald Leeflang, Ricardo Tjon Akon, I. Vaudelle en Macario Prudencia en geproduceerd door de leden van Trafassi. Het lied is een bewerking van het lied Wasmashin van de Antiliaanse zanger Macario Prudencia. De plaat gaat over het wassen van kleding in een wasmachine, echter heeft de plaat ook een dubbele betekenis; het gaat over een man en vrouw die met elkaar naar bed gaan. Burgos vertelde dat het lied bewust ook zo vrolijk mogelijk en dansbaar werd gemaakt, daar hij vond dat de Nederlandstalige muziek vooral "klaagsongs over liefde" waren. Daarnaast vertelde Burgos in een interview met het Algemeen Dagblad dat de Nederlanders over het algemeen naar "voorspelbare muziek" luisteren, wat hij beschreef als "ABBA-deuntjes". Hij vertelde daarom dat hij trots was dat er met Wasmasjien een keer naar iets totaal anders werd geluisterd. De B-kant van de single is L.D.L., geschreven door Burgos en als zesde track op dezelfde ep te vinden.
Prudencia bracht het lied ten gehore toen hij optrad in het voorprogramma van Trafassi op Curaçao. Hoewel de tekst in het Papiaments was en Burgos dit niet begreep, vond hij het een goed nummer. Hij vroeg de zanger of hij het nummer mocht bewerken met een Nederlandse tekst, waar hij toestemming voor kreeg. Deze bewerking had hij niet gedaan, totdat Prudencia opnieuw in het voorprogramma stond van Trafassi, nu in Nederland in Amsterdam. Toen Burgos Prudencia hoorde, herinnerde hij zich weer het nummer. Zonder zijn band in te lichten, begon hij het lied te zingen met geïmproviseerde tekst. Op dat moment ontstond de bekende regel: "Kleine Wasjes, Grote Wasjes, doe ze in de wasmasjien".
De band verwerkte het lied verder en stopte het in hun repertoire. Pas een jaar later (1984) namen ze het op als single. Ze zagen het lied echter niet als een serieuze single en plaatsten het op de B-kant van de plaat. Toch werd de plaat opgepakt door de Nederlandse landelijke radiozenders. De plaat werd eerst door VARA dj Jan Douwe Kroeske in de nachtuitzendingen op destijds Hilversum 1 gedraaid, maar even later werd deze zó populair, dat de plaat op zondag 19 mei 1985 werd verkozen tot de 72e Speciale Aanbieding bij de KRO op Hilversum 3 en werd een hit in de destijds drie landelijke hitlijsten op de nationale publieke popzender. De plaat bereikte de 3e positie in de Nationale Hitparade, de 10e positie in de Nederlandse Top 40 en de 9e positie in de TROS Top 50. In de Europese hitlijst op Hilversum 3, de TROS Europarade, werd géén notering behaald.
In België bereikte de plaat de 35e positie in de voorloper van de Vlaamse Ultratop 50. In de Vlaamse Radio 2 Top 30 en in Wallonië werd géén notering behaald.

## Nieuwe versie
In juli 2006 werd door Trafassi vs. DJ Maurice een nieuwe versie van de plaat  opgenomen. Deze versie had minder succes dan het origineel uit 1985, maar kwam in Nederland wel tot de 79e positie in de Single Top 100. In de Nederlandse Top 40 op destijds Radio 538 en de publieke hitlijst Mega Top 50 op 3FM werd géén notering behaald.  